# NGC 3814
NGC 3814 је лентикуларна галаксија у сазвежђу Лав која се налази на NGC листи објеката дубоког неба.
Деклинација објекта је + 24° 48' 20" а ректасцензија 11h 41m 27,7s. Привидна величина (магнитуда) објекта NGC 3814 износи 14,7 а фотографска магнитуда 15,7. NGC 3814 је још познат и под ознакама MCG 4-28-24, CGCG 127-28, PGC 36267.